# Louisa Anne Meredith
Louisa Anne Meredith eller Louisa Anne Twamley, född 20 juli 1812, död 21 oktober 1895, var en australisk konstnär, författare, illustratör och fotograf. 